# Nikki (Marvel Comics)
Nicholette "Nikki" Gold è un personaggio immaginario che appare nei fumetti pubblicati dalla Marvel Comics.
Nikki è apparso per la prima volta in Marvel Presents # 4 (aprile 1976) ed è stato creato da Steve Gerber e Mary Skrenes . Il personaggio è rappresentato come una donna collocata nella linea temporale Terra-691 dell'Universo Marvel immaginario, geneticamente progettato per vivere sul pianeta Mercurio.
Come tale, ha una capacità sovrumana di resistere al calore e alle radiazioni ultraviolette e può vedere chiaramente in una luce molto intensa. È calva, anche se espelle il calore corporeo attraverso la testa in una fiamma a bassa temperatura che ricorda i capelli. Era il sesto membro dei Guardiani della Galassia ed è noto per la sua abilità acrobatica ed astuzia.

## Storia editoriale

### Concept e creazione
Mercurians comparve per la prima volta in The Defenders vol. 1 #26 (agosto 1975). Nicholette Gold è stata citata per la prima volta in FOOM #12 (1975).  Lo scrittore Steve Gerber in seguito dichiarò: "Volevo [aggiungere] una ragazza – una Mercurian – perché non ce n'era una nel gruppo. L'idea è stata, credo, metà mia e metà di Mary Skrenes".  Nel momento in cui Gerber smise di scrivere Marvel Presents, Nikki Gold non aveva ancora poteri chiaramente definiti, lasciando il suo successore Roger Stern a riempire quell'aspetto del personaggio. Stern ha riflettuto: "Nikki era la tabula rasa. Ho visto il suo "potere" come la capacità di adattarsi praticamente a qualsiasi ambiente. Altrimenti, come farebbe qualcuno che è nato sul pianeta Mercurio a stare in piedi - e tanto meno a fare capriole - sotto la gravità terrestre standard?

### Storia della pubblicazione
Nicholette Gold debuttò in Marvel Presents #4 (aprile 1976) e fu creata da Steve Gerber, Mary Skrenes e Al Milgrom.  È apparsa nella serie Guardians 3000 del 2014.

## Biografia
Nicholette "Nikki" Gold è nata sul pianeta Mercurio nel 31° secolo. Fu salvata da una navicella spaziale abbandonata dai Guardiani della Galassia. Si unì ai Guardiani, in cerca di emozioni e avventure dopo anni di solitudine a bordo della navicella spaziale abbandonata.  In seguito si unì a Vance Astro in un'unione metafisica in un tentativo riuscito di usare la forza dell'amore umano per distruggere l'Uomo Topografico. La natura sessuale di questa unione imbarazzava Vance, ma non Nikki.
Nikki viaggiò fino al presente con gli altri Guardiani, e assistette i Vendicatori nella battaglia contro Korvac.  Viaggiò di nuovo nel presente e combatté Hammer e Anvil al fianco di Spider-Man.
Insieme ai Guardiani, Nikki in seguito partì per una missione per trovare lo scudo perduto di Capitan America e combatté contro Taserface.  Ha combattuto gli Stark insieme agli altri Guardiani.  Incontrò il Signore del Fuoco.  Combatté la squadra super-umanoide conosciuta come Force insieme ai Guardiani.
Durante il suo periodo nella squadra, Nikki ha avuto una relazione romantica con Charlie-27, anche se in seguito si sono separati amichevolmente. Divenne attratta dalle successive reclute dei Guardiani, Firelord e Talon, anche se entrambi desideravano semplicemente rimanere amici.

## Poteri e abilità
Nikki è un membro di una propaggine dell'umanità che è stata geneticamente modificata per sopravvivere nelle dure condizioni del pianeta Mercurio. Possiede attributi sovrumani, come forza sovrumana, velocità, visione, agilità, resistenza e riflessi. Riesce a vedere con una luce intensa. Ha un alto grado di resistenza al calore e alla maggior parte dei tipi di radiazioni. Nikki ha dimostrato la capacità di aumentare l'intensità delle fiamme che si irradiano dal suo cuoio capelluto, al punto da essere in grado di proiettare brevemente le fiamme verso l'esterno come tattica offensiva.  È stata mostrata mentre usa questa capacità per bruciare i capelli dal cuoio capelluto e dalle sopracciglia di Charlie-27, bruciare gli avversari come il malvagio mutante Blockade, e stendere un muro di fiamme per respingere gli aggressori.  Un altro effetto collaterale della fisiologia mercuriana è una temperatura corporea naturale di diverse centinaia di gradi;  a un certo punto, Nikki ha iniziato a nuotare per ridurre temporaneamente la sua temperatura corporea per la sicurezza di Charlie-27 mentre erano in una relazione romantica.  Inoltre, Nikki ha raggiunto una vasta competenza nel combattimento corpo a corpo e competenza nella ginnastica e nel tiro di precisione. È spesso armata con una pistola stordente a frequenza neuronica, una pistola laser e varie armi tipo pistola, se necessario.

## Accoglienza
Deirdre Kaye di Scary Mommy ha definito Nicholette Gold un "modello" e un personaggio femminile "veramente eroico".  Bradley Prom di Screen Rant ha incluso Nicholette Gold nella lista dei "10 migliori membri dei Guardiani della Galassia ancora assenti dal MCU".  Evan Lewis di MovieWeb ha classificato Nicholette Gold al 10° posto nella loro lista dei "10 personaggi femminili che l'MCU dovrebbe introdurre nelle fasi future".

## Altri media
- Nicholette "Nikki" Gold appare come personaggio giocabile in Lego Marvel Super Heroes 2 come parte del DLC "Classic Guardians of the Galaxy".
- Nicholette "Nikki" Gold appare in Marvel's Guardians of the Galaxy, doppiata da Romane Denis. Questa versione è la figlia adottiva di Ko-Rel, membro del Kree Nova Corps, che in seguito ottiene poteri dall'esposizione alla Gemma dell'Anima.